# اعتراضات ۲۰۱۳ ارمنستان
اعتراضات ۲۰۱۳ ارمنستان (انگلیسی: 2013 Armenian protests) گروه‌های مختلف سیاسی و مدنی حضور داشتند. اولین سری اعتراضات پس از انتخابات ریاست‌جمهوری ارمنستان (۲۰۱۳) و توسط رفیع هوانیسیان نامزد سابق ریاست جمهوری برگزار شد. هوانیسیان، که طبق نتایج رسمی، به سرژ سرکیسیان، رئیس‌جمهور فعلی شکست خورد، نتایج را محکوم کرد و ادعا کرد که تقلب شده است. از ۱۹ فوریه، هوانیسیان و هوادارانش تظاهرات گسترده‌ای را در میدان آزادی ایروان و دیگر شهرها برگزار کردند. در ۱۰ مارس، هوانیسیان اعتصاب غذا را آغاز کرد و از رئیس‌جمهور منتخب سرکیسیان خواست تا قبل از ۹ آوریل، روز تحلیف، استعفا دهد. هوانیسیان خواستار حل این مسئله اساسی فراملی بی‌سابقه قبل از ۹ آوریل شد.
طی مصاحبه ای در ۱۸ مارس ۲۰۱۳، سرکیسیان گفت که به دیدار هوانیسیان نخواهد رفت و ادعاهای وی را "متکبرانه " توصیف کرد. سرگسیان در ۹ آوریل ۲۰۱۳ به عنوان رئیس‌جمهور سوگند یاد کرد، در حالی که هوونیسیان و هزاران نفر از مردم در خیابان‌های ایروان جمع شده بودند تا اعتراض کنند و با نیروهای پلیس که راه به سوی اقامتگاه ریاست‌جمهوری جمهوری ارمنستان را مسدود کرده بودند، درگیر شدند. حرکت هوونیسیان "بارِولوشن" نامیده شد، ترکیبی از کلمهٔ "بارِو" (բարև، به معنی "سلام") و انقلاب، که به عادت هوفیسیان در راهپیمایی‌های انتخاباتی اشاره داشت که به مردم نزدیک می‌شد و آنها را با سلام کردن می‌نوازید.
از اوایل ماه مه ۲۰۱۳، تعدادی از گروه‌های مخالف غیررسمی، مانند کهنه سربازان جنگ اول قره باغ کوهستانی، علیه دولت سرژ سرکیسیان تظاهرات کردند. ابتکار مدنی پیش از پارلمان همچنین تعدادی تظاهرات در ایروان و دیگر شهرها برگزار کرد و خواستار مبارزه بدیل علیه دولت شد. پس از اعلام در ۲۰ ژوئیه ۲۰۱۳ مبنی بر افزایش کرایه‌های حمل و نقل عمومی، فعالان جوان (عمدتاً دانشجویان) اعتراضات مختلفی را در سراسر مرکز ایروان علیه این تصمیم برگزار کردند. این اولین اقدام نافرمانی مدنی در تاریخ مستقل ارمنستان توصیف شد. در ۵ نوامبر، یک تظاهرات خشونت‌آمیز کوچک در مرکز ایروان برگزار شد که توسط فعال مخالف، شانت هاروتونیان سازماندهی شد و خواستار سرنگونی دولت شد. سلسله‌ای از تجمعات اعتراضی علیه عضویت آینده ارمنستان در اتحادیه گمرکی اوراسیا بلاروس، قزاقستان و روسیه برگزار شد. از جمله این تجمعات می‌توان به اعتراضات ۲ دسامبر، همزمان با سفر ولادیمیر پوتین، رئیس‌جمهور روسیه، به ایروان و اعتراضات ۲۳ دسامبر علیه توافق گازی با روسیه اشاره کرد.

## بارروولوشن
رفیع هوانیسیان نایب قهرمان انتخابات مشروعیت انتخابات را به رسمیت نشناخته و در اواخر شب ۲۷ بهمن ۱۳۹۲ در یک کنفرانس مطبوعاتی مدعی پیروزی شد و با بیان اینکه «همه می‌دانیم که پیروز شده‌ایم»، ادامه داد: «برای اولین بار در ۲۰ سال است که شهروندان به قانون اساسی ما، به حاکمیت قانون، به دموکراسی و آینده ما بله گفته‌اند.»
با این حال، ناظران بین‌المللی ارزیابی کلی مثبتی از برگزاری انتخابات ریاست جمهوری دادند که در آن سرژ سرکیسیان برای دومین دوره انتخاب شد. سرکیسیان همچنین از اتحادیه اروپا، شورای اروپا، ناتو و همچنین روسای جمهور قدرت‌های بزرگی مانند ایالات متحده، روسیه، بریتانیا، فرانسه، ایران، ترکیه و بسیاری دیگر تبریک دریافت کرد.

### ۱۹ فوریه تا ۱۰ مارس
در ۱۹ فوریه، توده ای از هواداران او در میدان آزادی ایروان تجمع کردند، جایی که هووانیسیان از رئیس‌جمهور سرکیسیان خواست «پیروزی مردم» را بپذیرد و شکست خود را بپذیرد. هرانت باگراتیان، نخست‌وزیر سابق ارمنستان که در جایگاه سوم قرار گرفت، مدعی شد که «مقامات تلاش کردند تا از پیروزی هووانیسیان جلوگیری کنند» و روز بعد از هووانیسیان و سرکیسیان خواست تا پای میز مذاکره بنشینند و اظهار داشت که انتخابات برگزار شد. وی از رففی هوانیسیان و سرژ سرکیسیان خواست پشت میز مذاکره بنشینند و برای خروج از این وضعیت تلاش کنند در غیر این صورت اجتناب از تشدید و درگیری بیشتر غیرممکن خواهد بود. در ۱۹ فوریه ۲۰۱۳، چند فعال وارد کنفرانس مطبوعاتی ناظران انتخابات سازمان امنیت و همکاری اروپا شدند و فریاد زدند «به مشروعیت بخشیدن به انتخابات تقلبی در ارمنستان دست بردارید». ناظران از سالن خارج شدند و خواستار بیانیه کتبی فعالان به زبان ارمنی یا انگلیسی شدند.
در ۲۰ فوریه ۲۰۱۳، هوانیسیان و هوادارانش در میدان آزادی تجمع کردند. هوانیسیان یک بار مدعی پیروزی شد و از مردم خواست تا فردا در میدان بمانند و با رئیس‌جمهور سرکیسیان ملاقات کنند که انتظار می‌رود حزب حاکم در آنجا تجمعی برگزار کند. نیکول پاشینیان، سیاستمدار اپوزیسیون به هوانیسیان پیوست و در میدان آزادی برای مردم سخنرانی کرد.
در ۲۱ فوریه ۲۰۱۳، هوانیسیان و سرکیسیان در کاخ ریاست جمهوری در ایروان دیدار کردند. او ابتدا به جمعی از هواداران خود گفت که برای مذاکره با سرکیسیان در حال حرکت است، سپس به سمت کاخ ریاست جمهوری در خیابان باقرامیان حرکت کرد. دیدار با رئیس‌جمهور فعلی بیش از دو ساعت به طول انجامید. به گفته هوانیسیان، آنها در مورد راه‌های پایان دادن به اختلافات پس از انتخابات گفتگو کردند. پس از خروج هوانیسیان از کاخ، وی خطاب به جمعی از هواداران خود گفت که «سرژ در مقابل رفی نیست» و ادامه داد که «ما به پیروزی خود متعهد هستیم و مردم ارمنستان فردا پیروزی خود را خواهند داشت.» او بعداً به هواداران خود در میدان آزادی اعلام کرد که فردا جزئیات جلسه را افشا خواهد کرد.
تظاهرات در ۲۲ فوریه ۲۰۱۳ ادامه یافت، و رافی هووانیسیان اعلام کرد که روز قبل با رئیس‌جمهور وقت، سرژ سرگسیان، دیدار کرده است. به گفته هووانیسیان، او از سرگسیان خواسته بود اراده مردم را بپذیرد، اما سرگسیان پاسخ «نه» داده است. آرمن مارتیروسیان، نماینده سابق مجلس از حزب میراث متعلق به هووانیسیان، ادعا کرد که آشوت گیزیریان، فرماندار حزب جمهوری‌خواه ارمنستان استان شیراک، جایی که هووانیسیان بیشترین حمایت را کسب کرده بود، به دلیل «تقلب انتخاباتی ناکافی» استعفا داده است. در حالی که گیزیریان خودش اظهار داشت: «من شکست را پذیرفتم و استعفا دادم. اکنون بگذارید رافی شکست خود را بپذیرد.»
حزب اپوزیسیون اصلی دیگر، فدراسیون انقلابی ارمنی، به تجمع رافی هووانیسیان پیوست. آرمن روستامیان، عضو شورای فدراسیون، خطاب به جمعیت گفت: «این یک حرکت غیرقابل توقف برای برقراری حاکمیت مردم است.» آندریاس قوکاسیان، یکی از نامزدهای انتخابات که به‌طور فعال در انتخابات شرکت نکرد زیرا در اعتراض به «انتخابات ساختگی» دست به اعتصاب غذا زده بود، بعداً به تجمع پیوست و اظهار داشت: «انتخابات ساختگی نشان داد که دولت نمی‌تواند عادلانه باشد، اما مردم اراده خود را نشان دادند و برای تبریک به رافی هووانیسیان که توانست جامعه ارمنی را متحد کند، آمدند.» روبن هاخوردیان، خواننده و ترانه‌سرای مشهور ارمنی، نیز در این تجمع حضور داشت. به ویژه اظهارات او مانند «نظر آن‌هایی که در رأس قدرت هستند برایم اهمیتی ندارد» شور و شوق زیادی در میان جمعیت ایجاد کرد.